# اعلامیه حقوق افراد ناتوان
اعلامیه حقوق افراد ناتوان (انگلیسی: Declaration on the Rights of Disabled Persons) اعلامیه‌ای بود که سازمان ملل متحد در تاریخ ۹ دسامبر سال ۱۹۷۵ تصویب کرد. این ۳۴۴۷ امین مصوبه سازمان ملل است. اعضای سازمان ملل نسبت به این قطعنامه تعهدی ندارند، بلکه یک چارچوب و راهنما برای تدوین قوانین بین‌المللی یا محلی است. این شامل یک مقدمه طولانی و سیزده اعلامیه است که به‌طور گسترده‌ای حقوق افراد ناتوان را تأمین می‌کند.
کنوانسیون حقوق افراد ناتوان در سال ۲۰۰۷ در سازمان ملل تصویب شد.

## بیانیه‌ها
اعلامیه دارای سیزده بیانیه جداگانه است:
- توضیح عبارت «فرد ناتوان»: به کسی گفته می‌شود که قادر نیست که تمامی یا بخشی از کارهای فردی یا اجتماعی خود را مستقلاً انجام دهد، که ممکن است این ناتوانی مادرزادی، نقص عضو یا در نتیجه مشکلات روانی باشد.
- تأکید می‌شود این حقوق به تمامی افراد ناتوان بدون در نظر گرفتن نژاد، رنگ پوست، جنس، زبان، عقیده، وابستگی سیاسی، ملیت، دارائی، محل تولد یا سایر موارد تعلق می‌گیرد.
- حق برخوداری از احترام به هویت انسانی.
- حق دسترسی به تمام حقوق مدنی و سیاسی مشابه افراد سالم.
- حق برخورداری از اقداماتی که وی را توانمند و غیر وابسته سازد.
- حق برخورداری از دارو و اقدامات پزشکی برای درمان.
- حق برخورداری از امنیت اجتماعی و مزایای اقتصادی، از جمله حق استخدام.
- حق در نظر گرفتن نیازهای ویژه در تمام مراحل طراحی اقتصادی و اجتماعی.
- حق زندگی با خانواده یا والدین فرزندان و شرکت در تمام مراسم اجتماعی و تفریحی مربوطه.
- حق حفاظت در مقابل انفجارات و تبعیض.
- حق دریافت کمکهای حقوقی که واجد شرایط آن هستند.
- حق مشاوره با سازمانهای حامی افراد ناتوان برای موضوعی که در گیر آن هستند.
- حق دستیابی به کلیه مصوبات اعلامیه حقوق افراد ناتوان.[۳]